# محمود ياسين
محمود ياسين (2 يونيو 1941 - 14 أكتوبر 2020)، ممثل مصري. كان ممثلًا مبدعًا في كل من السينما والتلفزيون المصريين، حيث عُرف بلعبه لأدوارا درامية ونفسية ورومانسية، وقد جسّد أيضًا أدوارًا بارزة في المسلسلات ذات الطابع الديني والتاريخي.

## النشأة
وُلد محمود ياسين في 2 يونيو 1941 بمدينة بورسعيد في شمال مصر، كان والده موظفًا في هيئة قناة السويس، وكانت العائلة تعيش في فيلّا ملك لشركة القناة، فلما قامت ثورة يوليو وصدرت قرارات التأميم لهيئة قناة السويس في 1956 آلت ملكيتها إلى الشعب.
وبعد انتهاء دراسته الثانوية رحل محمود ياسين للقاهرة ليلتحق بجامعة عين شمس وتحديدًا كلية الحقوق، وتخرج فيها عام 1964، ثم التحق بالمسرح القومي، وجاء ترتيبه الأول في ثلاث تصفيات متتالية، وكان الوحيد في هذه التصفيات المتخرج من كلية الحقوق، ولكن قرار التعيين لم يحدث، في الوقت نفسه تسلم من القوى العاملة قرارا بتعيينه في بورسعيد بشهادة الحقوق وهو الوحيد في دفعته الذي يعين في موطنه الأصلي، ورغم حبه لمدينته إلا أنه لم يتصور فكرة الابتعاد عن المسرح، لذلك رفض التعيين الحكومي وعمل بالتمثيل المسرحي.

## مسيرته الفنية
له تاريخ طويل من الأعمال الفنية في السينما والمسرح والتليفزيون والإذاعة. ولتميزه بصوت رخيم وأداء مميز في اللغة العربية؛ تولّى التعليق والرواية في المناسبات الوطنية والرسمية، كما أدى أدوارًا قوية في المسلسلات الدينية والتاريخية.

### المسرح
بعد تعيين محمود ياسين في المسرح القومي، بدأ رحلته في البطولة من خلال مسرحية «الحلم» من تأليف محمد سالم وإخراج عبد الرحيم الزرقاني، بعدها بدأت رحلته الحقيقية على خشبة «المسرح القومي» والذي قدّم على خشبته أكثر من 20 مسرحية أبرزها:
| - وطني عكا. - "عودة الغائب". - "واقدساه ". | - "سليمان الحلبي". - "الخديوي (مسرحية)". - "الزير سالم (مسرحية)". | - "ليلة مصرع غيفارا". - "ليلى والمجنون". |

وتولّى خلال هذه الفترة إدارة المسرح القومي لمدة عام ثم قدم استقالته.

### السينما
أما عن علاقته بالسينما فقد بدأت بظلم شديد لها من جانبه، ففي بداياته الأولى لم يكن يدرك أهمية هذا الفن الساحر ومدى تأثيره على المجتمع وفي الناس، ولم يكن حينئذ قد شاهد أعمال المخرجين الكبار أمثال صلاح أبو سيف وحسن الإمام وكمال الشيخ وحسين كمال ويوسف شاهين، ولهذا كان تردده في قبول العمل بها حتى أنه بدأ مشواره السينمائي بأدوار صغيرة من خلال أفلام الرجل الذي فقد ظله، القضية 68، شيء من الخوف، حتى جاءته فرصة البطولة الأولى من خلال فيلم «نحن لا نزرع الشوك» مع شادية ومن إخراج حسين كمال، ثم توالت أعماله السينمائية ليصل رصيده لأكثر من 150 فيلما حصد خلالها لقب «فتى الشاشة الأول». من أهم أفلامه وهو كبير السن فيلم الجزيرة مع أحمد السقا.

## حياته الشخصية
محمود ياسين متزوج من الفنانة الممثلة المصرية شهيرة، وأنجبا الممثل عمرو محمود ياسين والممثلة رانيا محمود ياسين والتي تزوجت الممثل المصري محمد رياض.

## الجوائز والأوسمة والمناصب التي تقلدها
حصل على أكثر من 50 جائزة في مختلف المهرجانات في مصر وخارجها وكلها جوائز لها أهميتها عنده فقد حصل على:
- جوائز التمثيل من مهرجانات طشقند عام 1980.
- ومهرجان السينما العربية في أمريكا وكندا عام 1984.[11]
- ومهرجان عنابة بالجزائر عام 1988.
- حصل على جائزة الدولة عن أفلامه الحربية عام 1975.
- جائزة الإنتاج من مهرجان الإسماعيلية عام 1980.
- اختير رئيس تحكيم لجان مهرجان القاهرة للإذاعة والتلفزيون عام 1998 ورئيس شرف المهرجان في نفس العام إلى جانب توليه منصب رئيس جمعية كتاب وفناني وإعلاميي الجيزة
- كما حصل على جائزة أحسن ممثل في مهرجان التلفزيون لعامين متتالين 2001، 2002.
- تم اختياره عام 2005 من قبل الأمم المتحدة سفيرا للنوايا الحسنة لمكافحة الفقر والجوع لنشاطاته الإنسانية المتنوعة.[12]

## وفاته
توفي في 14 أكتوبر 2020م، الموافق 27 صفر 1442هـ عن عمر 79 عامًا، بعد معاناته مع مرض الزهايمر، وقد نفى أهله إصابته بهذا المرض.

## وصلات خارجية
- محمود ياسين على موقع IMDb (الإنجليزية)
- محمود ياسين على موقع الدهليز
- محمود ياسين على موقع قاعدة بيانات الأفلام العربية
- محمود ياسين على موقع ديسكوغز (الإنجليزية)
- محمود ياسين على موقع قاعدة بيانات الفيلم (الإنجليزية)
- محمود ياسين على موقع كينوبويسك (الروسية)